# Gehyra pamela
Espèce
Gehyra pamela est une espèce de geckos de la famille des Gekkonidae.

## Répartition
Cette espèce est endémique du Territoire du Nord en Australie. Elle se rencontre dans le bassin des Alligator Rivers.

## Étymologie
Cette espèce est nommée en référence à Pamela King, l'épouse du descripteur.

## Publication originale
- King, 1982 : Karyotypic evolution in Gehyra (Gekkonidae: Reptilia). II. A new species from the Alligator Rivers Region in Northern Australia. Australian Journal of Zoology, vol. 30, n. 1, p. 93-101.